# Александр (Хованский)
Епископ Александр (в миру Иван Андреевич Хованский; 1823 — 12 [24] февраля 1891) — епископ Русской православной церкви, второй епископ Сухумский; младший брат знаменитого российского педагога, редактора-издателя журнала «Филологические записки» Алексея Хованского.

## Биография
Родился в 1823 году в семье диакона Саратовской епархии Андрея Григорьевича Хованского.
В 1840—1846 годах учился в Саратовской духовной семинарии; в 1850 году окончил курс Казанской духовной академии.
2 апреля 1851 года назначен учителем Казанской духовной семинарии. 6 октября 1851 года удостоен степени кандидата богословия.
12 августа 1856 года пострижен в монашество.
С 29 ноября 1857 года — инспектор Саратовской духовной семинарии.
16 марта 1859 года определён соборным иеромонахом Московского Донского монастыря.
9 июня 1863 года возведён в сан архимандрита.
С 26 июня 1866 года — ректор Пермской духовной семинарии.
С 26 июля 1868 года — ректор Астраханской духовной семинарии.
С 26 апреля 1872 года — настоятель Астраханского Спасо-Преображенского монастыря.
С 9 октября 1874 года — настоятель Херсонского монастыря.
С 19 мая 1878 года — настоятель Владимиро-Волынского монастыря.
29 мая 1889 года хиротонисан в Санкт-Петербурге во епископа Сухумского.
Скончался 12 февраля 1891 года. Погребён в Сухумском кафедральном соборе 17 февраля. Чин погребения совершил преосвященный Григорий, епископ Гурийско-Мингрельский.

## Труды
Речь при наречении во епископа Сухумского // Прибавления к «Церковным ведомостям». — 1889, № 22, с. 625.
В РГАЛИ хранится письмо, написанное Иваном Хованским своему старшему брату Алексею ещё в студенческие годы (1845).